# رودخانه لیم
رودخانه لیم (به انگلیسی: Lim (river)) رودخانه‌ای است که در مونته‌نگرو، آلبانی، صربستان و بوسنی و هرزگوین جریان دارد.